# Подвизите на безстрашния принц Айвъндоу
„Подвизите на безстрашния принц Айвъндоу“ (на английски: The Heroic Quest of the Valiant Prince Ivandoe) е анимационен мини-сериал и телевизионен сериал по идея на Крисчън Бьовинг-Андерсен, Ева Лий Уолбърг и Даниел Ленърд за Картун Нетуърк. Премиерата на сериала започва излъчване по Cartoon Network в Дания, Финландия, Норвегия, Исландия и Швеция на 20 ноември 2017 г. Това е вторият сериал на Cartoon Network Studios Europe (сега Hanna-Barbera Studios Europe). Той е пародия на романа „Айвънхоу“, написан от Уолтър Скот през 1820 г.
На 15 юни 2020 г. е съобщено, че Cartoon Network поръча сериала в дълъг формат. Той ще съдържа 40 11-минутни епизода. Премиерата на сериала се проведе във фестивал „Анси“ на 14 юни 2022 г. Сериалът се излъчва по Cartoon Network и Max на 11 ноември 2023 г. Въпреки това, сериалът започва да се излъчва по целият свят, включително Италия на 5 декември 2022 г., Латинска Америка и Азия на 4 февруари 2023 г.,  Канада на 1 април 2023 г., Великобритания, Турция, Средният Изток и Северна Африка, Централна и Източна Европа, Южна Европа, Бенелюкс, Германия и Франция на 13 май 2023 г., и Африка на 15 май 2023 г.

## Актьорски състав и герои

### Главни роли
- Расмус Хардикер – Принц Айвъндоу, Бърт (в късометражния сериал), и различни герои
- Фреди Фокс – Бърт (в пълнометражния сериал), и различни герои

## В България
В България сериалът излъчване по локалната версия на Картун Нетуърк на 13 май 2023 г.

### Нахсинхронен дублаж
| Роля            | Изпълнител      |
| --------------- | --------------- |
| Айвъндоу        | Живко Джуранов  |
| Бърт            | Сотир Мелев     |
| Крал Кнът       | Атанас Сребрев  |
| Кралица Кристин | Ангелина Русева |

| Обработка           | студио „Про Филмс“ |
| ------------------- | ------------------ |
| Режисьор на дублажа | Евгения Ангелова   |
| Преводач            | Джесика Петрова    |